# Pál Csernai
Pál Csernai (21 d'octubre de 1932 - 1 de setembre de 2013) va ser un jugador de futbol i entrenador hongarès.

## Carrera

### Carrera com a jugador
Nascut a Pilis, Regne d'Hongria, Csernai va jugar a futbol de clubs a Hongria, Alemanya i Suïssa al Budapesti Postás, Csepeli Vasas, Karlsruher SC, La Chaux-de-Fonds i Stuttgarter Kickers.
També va jugar dos partits per Hongria el 1955.

### Carrera com a entrenador
Després de retirar-se com a jugador, Csernai va dirigir clubs a Alemanya, Bèlgica, Grècia, Portugal, Turquia, Suïssa i Hongria.
A principis de la dècada de 1990, va col·laborar amb la selecció de Corea del Nord. El juny de 1991, va signar un contracte de sis mesos amb l'PRKFA, actuant com a assessor tècnic del gerent Hong Hyon-chol. Durant aquest temps, Corea del Nord va vèncer els Estats Units per 2-1 en un partit amistós. Després de l'acomiadament de Hong l'octubre de 1993, la PRKFA va recórrer a Csernai per convertir-se en l'entrenador de la selecció nacional. L'equip va marxar cap a Qatar per participar en la ronda final de les eliminatòries asiàtiques per a la Copa del Món de la FIFA de 1994. Van començar positivament, amb una victòria per 3-2 sobre l'Iraq, però van perdre els altres quatre partits, i el final va ser una derrota per 3-0 davant el seu rival Corea del Sud. Malgrat la insistència de les autoritats nord-coreanes perquè continués com a entrenador, Csernai va tornar a Hongria, preocupat pels seus esforços per aconseguir la ciutadania.
Conegut per portar la seva marca bufanda de seda, se'l considera l'inventor de l'anomenat "sistema Pal", una combinació de les defenses home a home i en zona.
Csernai va morir l'1 de setembre de 2013, després d'una llarga malaltia.